# 奥特斯贝格
奥特斯贝格（德語：Ottersberg，發音：[ˈɔtɐsbɛʁk]）是德国下萨克森州费尔登县的市镇，面积99.11平方千米，2023年12月31日人口为13,386人。